# Esovka

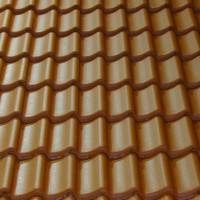
Střecha z esovek

Esovka je dvakrát prohnutá střešní taška s profilem písmene S. Vyrábí se lisováním z jemné cihlářské hlíny, vypaluje a případně i glazuje, nebo z betonu. Klade se na střešní latě tak, že se sousední tašky mírně překrývají. Některé moderní esovky mají po levé straně ještě vodní drážku, do níž sousední taška zapadá. To zlepšuje odvod vody a zmenšuje potřebné překrytí, vyžaduje však přesné pokládání.